# Benický mlýn
Benický mlýn je vodní mlýn v Praze 10, který stojí na Pitkovickém potoce v centru obce u koupaliště.

## Historie
Vodní mlýn je uváděn roku 1654 v Berní rule jako rozbořené a pusté mlynářské chalupnické stavení o 18 stryších a roku 1683 je tamtéž poznámka, že mlýnské stavení vyhořelo. Roku 1740 je zde uváděn pustý chalupnický mlynářský grunt. Až roku 1757 uvádí Tereziánský katastr mlýn o jednom kole se stoupou na nestálé vodě.
Roku 1888 jej v exekuční dražbě koupil Josef Havlíček, jehož rodu patřil až do roku 1998. V roce 1929 nahradil vodní kolo Francisovou turbínou, která vyráběla elektrický proud pro potřebu celého objektu, a o rok později zde zřídil pekárnu. Roku 1945 prošel mlýn generální rekonstrukcí a byl přistavěn objekt pro příjem obilovin.
Provoz mlýna i pekárny skončil v roce 1948 a zařízení bylo z velké části zlikvidováno, rybník byl pak v 50. letech 20. století přebudován na veřejné koupaliště.
V roce 1998 jej Zdeňka Havlíčková-Holečková odprodala soukromé firmě, která areál upravila na výrobnu elektrických rozvaděčů a elektrického zabezpečovacího zařízení.

## Popis
Voda k mlýnu šla z rybníka přes jez náhonem a poté se vracela zpět do potoka.